# Fiat Cronos
O Cronos é um Sedã Compacto da Fiat derivado do Fiat Argo e fabricado pelo grupo Stellantis (anteriormente Fiat Chrysler Automobiles). Seu nome vem de Chronos, deus do tempo na Mitologia Grega, o mais jovem dos titãs e filho de Urano. Seu propósito inicial era mostrar que a passagem do tempo para a Fiat se materializa em uma jornada de renovação.
Ele tem motores 1.0 Firefly Flex de 3 cilindros, 1.3 Firefly Flex de 4 cilindros e ofereceu o 1.8 E.torQ. Hoje está disponível nas versões Drive 1.0, Drive 1.3, Drive 1.3 CVT e Precision 1.3 CVT, sendo as versões Drive 1.0 e Drive 1.3 com câmbio manual de 5 marchas, e a versão Drive 1.3 CVT e Precision CVT com câmbio CVT de 7 marchas simuladas. A versão Drive 1.3 CVT ou manual oferece o pacote S-Desing que adiciona equipamentos e detalhes escurecidos. O Cronos 1.3 com o câmbio GSR era o último modelo da Fiat que ainda usava esse tipo de transmissão automatizada fabricada pela Magneti Marelli, até que, em 2020, essa versão foi descontinuada para dar lugar ao câmbio CVT junto com o fim do motor 1.8 E.torQ na linha Argo e Cronos em 2021.
O Cronos foi oficialmente anunciado pelo CEO da FCA, Sergio Marchionne, em abril de 2016, no qual ele apresentou um plano de investimento de quinhentos milhões de dólares para uma produção de cem mil unidades em capacidade total na fábrica de Córdoba, Argentina.
O carro entrou em produção em fevereiro de 2018 e começou a ser vendido no Brasil e na Argentina no mesmo mês. O Cronos veio para substituir os modelos Siena e Linea (que saíram de linha em 2016) e Grand Siena (que saiu de linha em 2021).. Ele é baseado na plataforma MP-S (Modular Platform Sedan) que utiliza 20% da base do Fiat Punto. Essa nova base possui aços de alta e ultra resistência e oferece uma rigidez torcional 7% melhor que a do antecessor Punto. É equipado com uma suspensão McPherson com barra estabilizadora na dianteira, e um esquema de suspensão com barra de torção na traseira.
O Cronos foi desenvolvido pelo centro de Pesquisa e Desenvolvimento da FCA no Brasil apenas para o mercado da América do Sul e não foi exportado para a Europa, onde a Fiat produz o Tipo, um sedan produzido na Turquia. As dimensões do Cronos são 4.364 mm de comprimento por 1.726 mm de largura e 1.501-1.523 mm de altura, também oferece um porta-malas com capacidade para 509 litros. Os interiores herdam a estrutura do Argo com sistema multimídia do tipo UConnect Touch de 7 polegadas.

## Teste de segurança no Latin NCAP
O Latin NCAP realizou um teste de segurança com o Cronos em conjunto com o Argo em dezembro de 2021, no qual não obteve nenhuma estrela, sendo 24% para motorista, 10% para crianças, 37% para pedestres vulneráveis e 7% em sistemas de segurança.
O veículo contém Airbag frontal para motorista e passageiro, Airbag lateral de peito opcional para motorista e passageiro, protensores do cinto de segurança, lembrete de cinto apenas para o motorista e Isofix

## Facelift para a linha 2026
Em 2025 a Fiat anunciou com um teaser em suas redes sociais o primeiro grande facelift do Fiat Cronos com sua apresentação nas semanas posteriores, o Facelift adicionou um visual inspirado no novo Fiat Grande Panda com elementos mais verticais e retos nos para-choques dianteiros e traseiros, com detalhes pixelados nos novos faróis em full led que são oferecidos nas versões Drive 1.3, Drive 1.3 CVT e Precision 1.3 CVT. A versão que mais sofreu alterações foi a topo da gama Precision, ela recebeu os novos faróis full led, farois de neblina de led de tipo projetor, detalhes em cromado no novo para-choque, bancos com novo desenho e forma idêntica ao Fiat Pulse e Fiat Fastabck com airbags nas laterais dos bancos, nova pintura na faixa central do painel, novas rodas de liga leve aro 16 e atualização no sistema da multimidia UConnect de 7 Polegadas. As demais versões receberam novos acabamentos nos bancos, interior com forro do teto escurecido, multimidia atualizada e novas rodas ou calotas.

## Modelo 2018

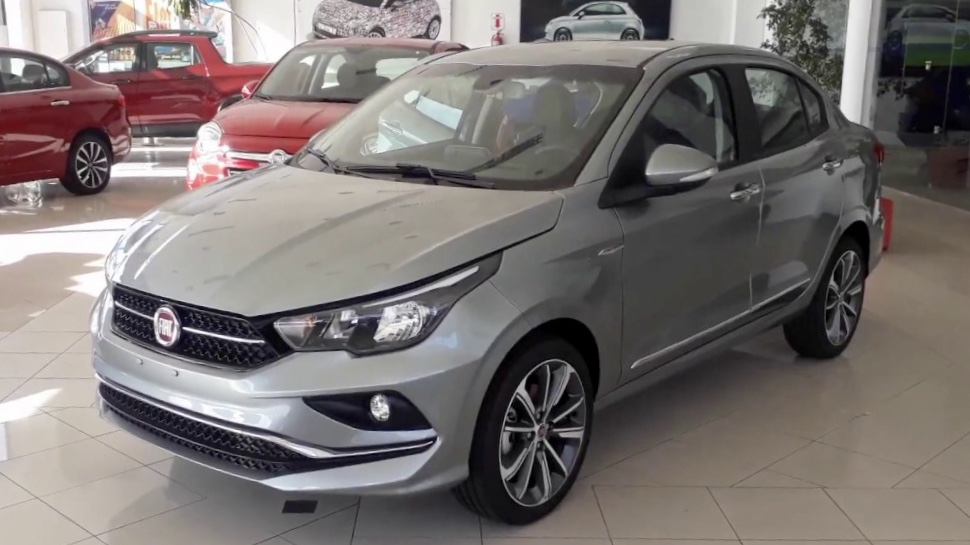
Fiat Cronos 2018

## Modelo 2021

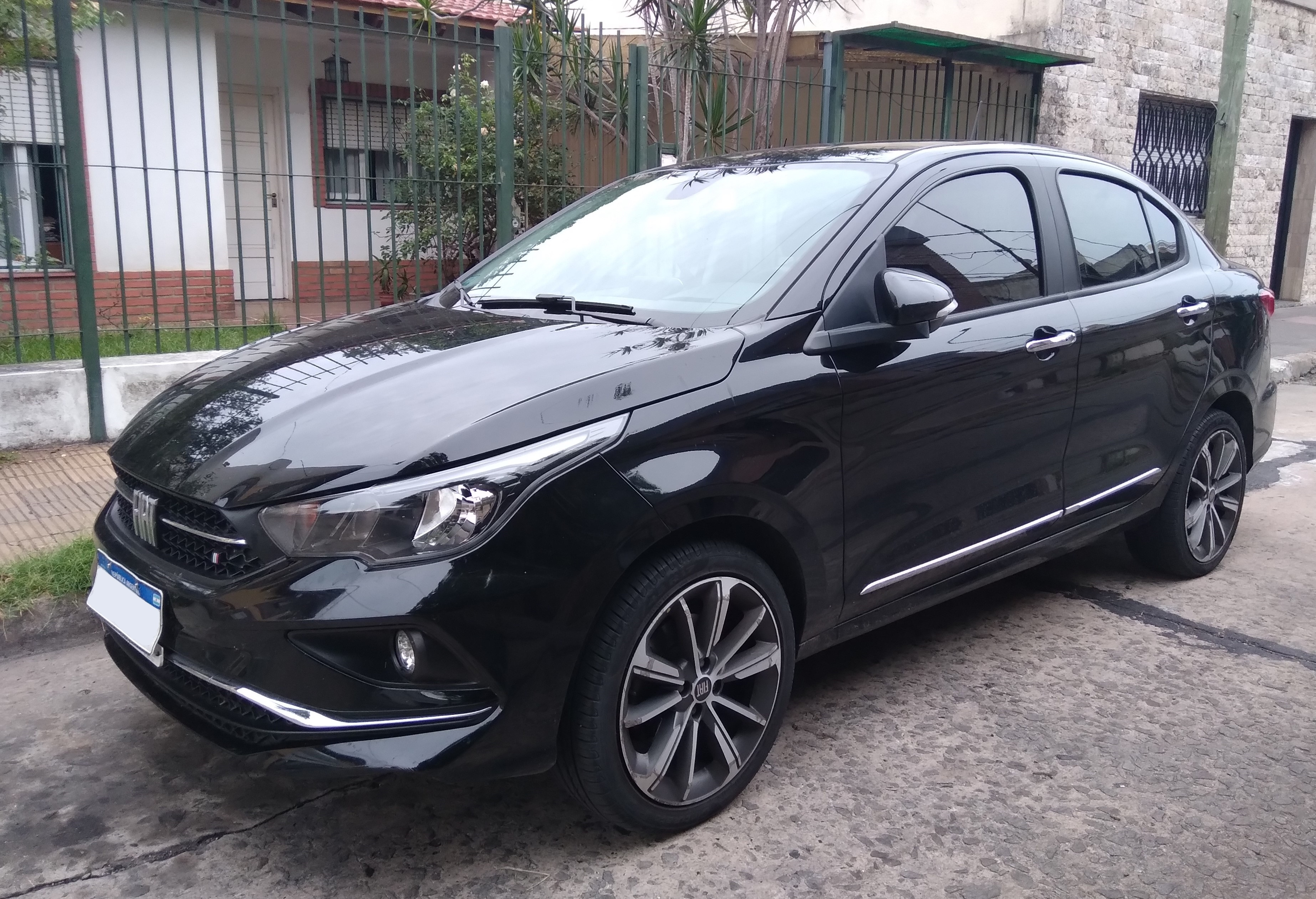
Fiat Cronos 2021

## Modelo 2023

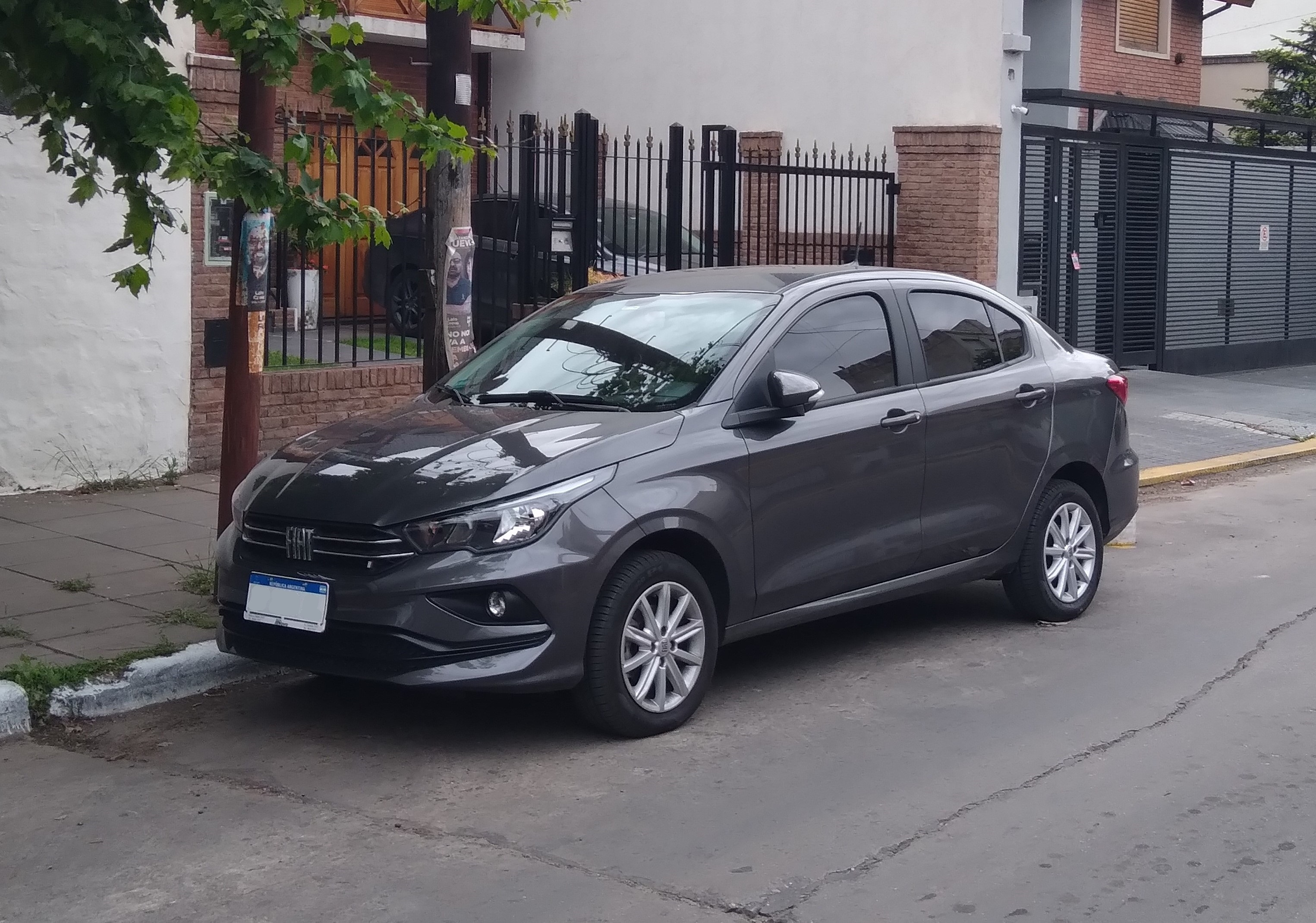
Fiat Cronos 2023

## Facelift 2026

Fiat Cronos 2026